# Terri Tatchell
Terri Tatchell (Toronto, 1 de enero de 1978) , es una guionista canadiense, conocida por coescribir el guion de District 9 y estuvo nominada por un Óscar al mejor guion en los Premios Óscar de 2009.

## Carrera
Tatchell se graduó en 2001. Comenzó su carrera como guionista en 2006 con su esposo Neill Blomkamp. En 2008, Tatchell escribió con Blomkamp, el guion para la película District 9, que se estrenó en 2009.

## Filmografía
- Adicolor Yellow (2006)
- District 9 (2009)
- Chappie (2015)
- Terminus (TBA)

## Premios y distinciones
Premios Óscar
| Año  | Categoría            | Película   | Resultado |
| ---- | -------------------- | ---------- | --------- |
| 2010 | Mejor guion adaptado | District 9 | Nominado  |